# نيد كيلي
إدوارد «نيد» كيلي (بالإنجليزية: Edward "Ned" Kelly)‏ هو لص وقاطع طريق أسترالي وهو آخر وأشهر جوالي الأحراش (Bushranger) وهو ما كان يطلق على اللصوص وقطاع الطرق في أستراليا في القرن التاسع عشر وكانت عملياته الجريئة في السطو في فكتوريا ونيو ساوث ويلز أسرت مخيلة العديدين كتجسيد لصراع العمال مع أصحاب الأراضي في فترة كانت البلاد فيها تحت الركود.

## بدايات حياته

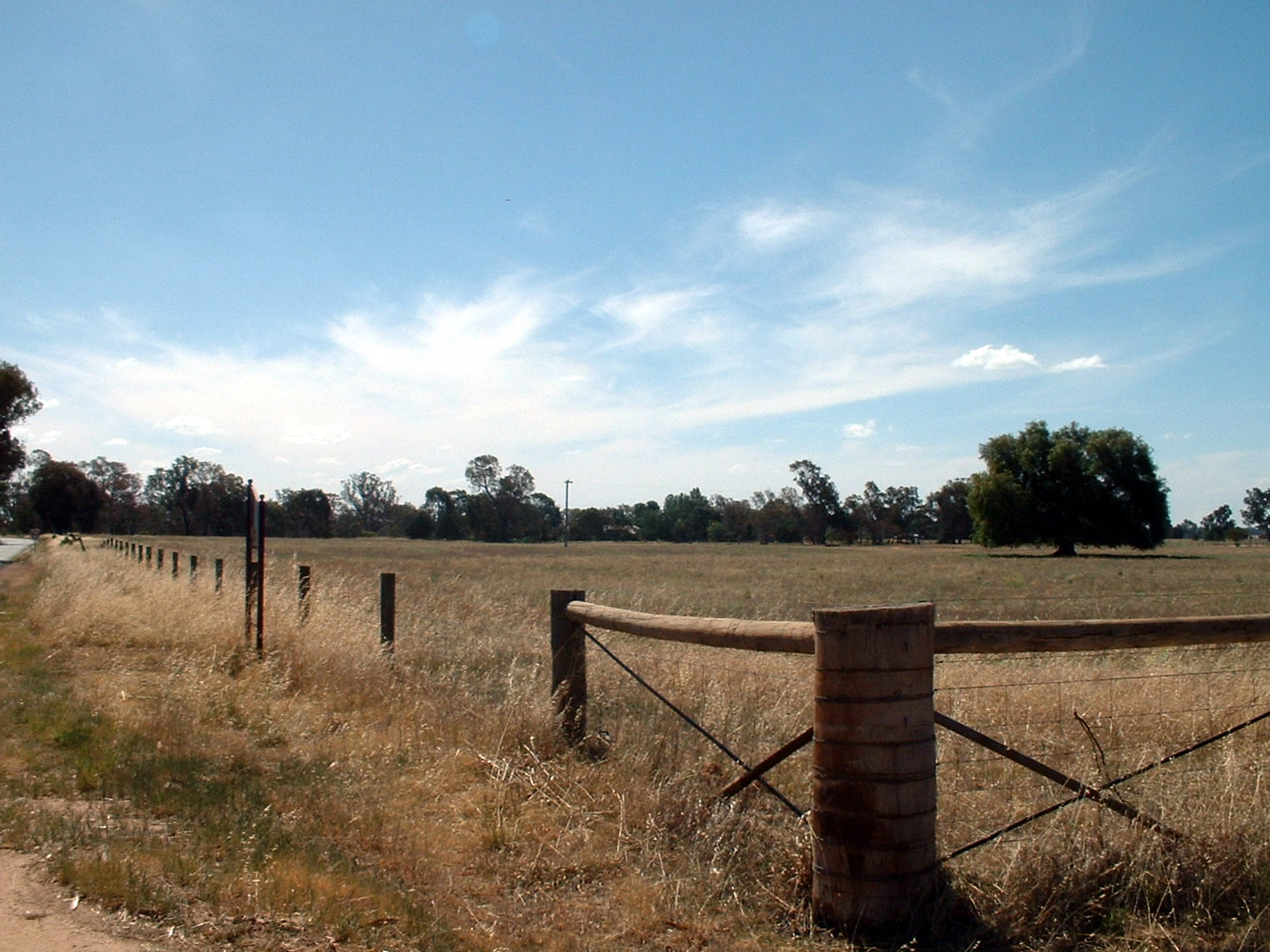
موقع المزرعة في أفينيل حيث عاش نيد كيلي في ستينيات القرن التاسع عشر

وكان إدوارد كيلي قد ولد في بيفيريدج في فكتوريا في يونيو 1855 وكان أبوه شخصا أيرلنديا مدانا نقل من بلفاست بسبب جريمة غير معروفة لأن السجلات في المحكمة دمرت خلال الحرب الأهلية الأيرلندية ونقل لأستراليا لأنها كانت تستعمل كسجن وكان هناك العديد من اللصوص في عائلة أمه، وكانو دائما يقعون في المتاعب بسبب سرقة الجياد، وفي عام 1877 كان مطلوبا لسرقة الخيول ففر إلى نيو ساوث ويلز، وانضم إليه في السنة اللاحقة أخوه دان الذي تم اتهامه بجريمة مشابهة فاعترضت السيدة كيلي والعائلة، ثم انضم لهما رجلان آخران اسمهما بيرن وهارت فشكلوا عصابة نيد كيلي.

## حياة الإجرام
ظلت العصابة لسنتين تسرق البنوك رغم الجهود المتوالية من حكومتي فكتوريا ونيو ساوث ويلز، ورغم الجائزة على رأس كيلي بـ8000 جنيه. وأرعبوا المناطق الحدودية بين المنطقتين وكانوا على دراية بالمخابئ كانوا يدفعون لجواسيسهم بشكل جيد، وكانوا معروفين في الذاكرة أنهم لم يؤذوا امرأة أو يسرقوا فقيرا.

## القبض عليه
في يونيو 1880، حاصرت الشرطة بلدة غلينروان، وقبضوا على نيد، الذي جُرح بعد معركة شرسة. وكان يرتدي درعاً غريب الشكل وأُخذ للسجن وشُنق في ملبورن يوم 11 نوفمبر من نفس السنة، حيث قال أنه كان بإمكانه الهرب يوم القبض عليه ولكنه لم يرد ترك رفاقه الذين قتلوا. وقد قدرت تكلفة القبض عليه 115000 جنيه.

## نيد في الذاكرة
هناك لوحة رسمها زادت من شعبيته وهو في درعه وفي عام 1970 أنتج فيلم عنه وتوقع له أن ينشر شعبية كيلي في العالم لكن اختيار ميك جاغر لأداء دوره أثار الاحتجاج في أستراليا، ومثل الممثل الراحل هيث لدجر دوره عام 2004 وهناك أغنية لجوني كاش سجلها عام 1970 واسمها نيد كيلي.